# North American Soccer League
North American Soccer League (NASL) – nieistniejąca już liga zawodowa znajdująca się na najwyższym szczeblu rozgrywek w Stanach Zjednoczonych i Kanadzie. Istniała ona w latach 1968–1984.

## Historia
W 1967 roku wystartowały dwie piłkarskie ligi w USA: United Soccer Association i NPSL. NPSL miało podpisać kontrakt telewizyjny z CBS, ale liczba transmitowanych meczów nie zgadzała się z warunkami umowy, w związku z tym w 1968 obie ligi połączyły się w jedną ligę North American Soccer League (NASL), która przetrwała do 1984 roku.
Wpływ na popularność NASL miały sukcesy powstałego w 1971 roku New York Cosmos, w którym grali światowej klasy piłkarze m.in. Pele, Franz Beckenbauer, Johan Cruyff, Johan Neeskens. Spowodowało to przybycie do ligi NASL innych znanych piłkarzy m.in. Eusebio, Kazimierz Deyna.
W późniejszym okresie popularność ligi NASL zaczęła słabnąć, a właściciele klubu chcąc dorównać sukcesom New York Cosmos, wydawali duże sumy pieniędzy na piłkarzy, które niestety były tylko ich stratą.
Władze ligi NASL wówczas kłóciły się z władzami MISL o wynagrodzenia, niską frekwencję i brak zainteresowania ze strony amerykańskich stacji telewizyjnych.
Władze ligi NASL planowały rozegranie rozgrywek w sezonie 1985, ale Chicago Sting, Minnesota Strikers, New York Cosmos i San Diego Sockers przeszły do MISL. W dniu 28 marca 1985 roku, NASL zawiesiła działalność, kiedy tylko Toronto Blizzard i Minnesota Strikers były zainteresowane dalszą grą w lidze NASL. W tym czasie planowano wznowienie ligi w 1986 roku.
Jedną z głównych przyczyn rozwiązania ligi było odebranie Kolumbii roli gospodarza Mistrzostw Świata w 1986 roku na rzecz Meksyku.
Obecnie niewiele drużyn zostało na piłkarskiej mapie USA. W obecnej najwyższej klasie rozgrywkowej w kraju Major League Soccer (MLS) występują: Portland Timbers, San Jose Earthquakes, Seattle Sounders i Vancouver Whitecaps.
| Progresja NASL | Progresja NASL | Progresja NASL |
| -------------- | -------------- | -------------- |
| Sezon          | Drużyny        | Liczba meczów  |
| 1968           | 17 drużyn      | 32 mecze       |
| 1969           | 5 drużyn       | 16 meczów      |
| 1970           | 6 drużyn       | 24 mecze       |
| 1971           | 8 drużyn       | 24 mecze       |
| 1972           | 8 drużyn       | 14 drużyn      |
| 1973           | 9 drużyn       | 19 meczów      |
| 1974           | 15 drużyn      | 20 meczów      |
| 1975           | 20 drużyn      | 22 mecze       |
| 1976           | 20 drużyn      | 22 mecze       |
| 1977           | 18 drużyn      | 26 meczów      |
| 1978           | 24 drużyny     | 30 meczów      |
| 1979           | 24 drużyny     | 30 meczów      |
| 1980           | 24 drużyny     | 32 drużyny     |
| 1981           | 21 drużyn      | 32 drużyny     |
| 1982           | 14 drużyn      | 32 drużyny     |
| 1983           | 12 drużyn      | 30 meczów      |
| 1984           | 9 drużyn       | 24 mecze       |

## Mistrzowie NASL

### Sezon
| Sezon | Mistrz                 | Wicemistrz               | Król strzelców (Liczba goli) | Trener mistrzów                   |
| ----- | ---------------------- | ------------------------ | ---------------------------- | --------------------------------- |
| 1968  | Atlanta Chiefs         | San Diego Toros          | Janusz Kowalik (30)          | Phil Woosnam                      |
| 1969  | Kansas City Spurs      | Atlanta Chiefs           | Kaizer Motaung (30)          | Janos Bedl                        |
| 1970  | Rochester Lancers      | Washington Darts         | Kirk Apostolidis (30)        | Sal DeRosa                        |
| 1971  | Dallas Tornado         | Atlanta Chiefs           | Carlos Metidieri (19)        | Ron Newman                        |
| 1972  | New York Cosmos        | St. Louis Stars          | Randy Horton (9)             | Gordon Bradley                    |
| 1973  | Philadelphia Atoms     | Dallas Tornado           | Kyle Rote Jr. (18)           | Al Miller                         |
| 1974  | Los Angeles Aztecs     | Miami Toros              | Paul Child (20)              | Alex Perolli                      |
| 1975  | Tampa Bay Rowdies      | Portland Timbers         | Steve David (21)             | Eddie Firmani                     |
| 1976  | Toronto Metros-Croatia | Minnesota Kicks          | Giorgio Chinaglia (19)       | Domagoj Kapetanović               |
| 1977  | New York Cosmos        | Seattle Sounders         | Steve David (24)             | Eddie Firmani                     |
| 1978  | New York Cosmos        | Tampa Bay Rowdies        | Giorgio Chinaglia (30)       | Eddie Firmani                     |
| 1979  | Vancouver Whitecaps    | Tampa Bay Rowdies        | Oscar Fabbiani (26)          | Tony Waiters                      |
| 1980  | New York Cosmos        | Fort Lauderdale Strikers | Giorgio Chinaglia (32)       | Hennes Weisweiler & Yasin Özdenak |
| 1981  | Chicago Sting          | New York Cosmos          | Giorgio Chinaglia (32)       | Willy Roy                         |
| 1982  | New York Cosmos        | Seattle Sounders         | Giorgio Chinaglia (32)       | Júlio Mazzei                      |
| 1983  | Tulsa Roughnecks       | Toronto Blizzard         | Roberto Cabañas (28)         | Terry Hennessey                   |
| 1984  | Chicago Sting          | Toronto Blizzard         | Steve Zungul (24)            | Willy Roy                         |

### Osiągnięcia według klubów
| Klub                     | Zwycięstwa | Finały | Zwycięstwa w sezonach        |
| ------------------------ | ---------- | ------ | ---------------------------- |
| New York Cosmos          | 5          | 1      | 1972, 1977, 1978, 1980, 1982 |
| Chicago Sting            | 2          | 0      | 1981, 1984                   |
| Atlanta Chiefs           | 1          | 2      | 1968                         |
| Tampa Bay Rowdies        | 1          | 2      | 1975                         |
| Toronto Metros/Blizzard  | 1          | 2      | 1976                         |
| Dallas Tornado           | 1          | 1      | 1971                         |
| Kansas City Spurs        | 1          | 0      | 1969                         |
| Rochester Lancers        | 1          | 0      | 1970                         |
| Philadelphia Atoms       | 1          | 0      | 1973                         |
| Los Angeles Aztecs       | 1          | 0      | 1974                         |
| Vancouver Whitecaps      | 1          | 0      | 1979                         |
| Tulsa Roughnecks         | 1          | 0      | 1983                         |
| Seattle Sounders         | 0          | 2      | –                            |
| San Diego Toros          | 0          | 1      | –                            |
| Washington Darts         | 0          | 1      | –                            |
| St. Louis Stars          | 0          | 1      | –                            |
| Miami Toros              | 0          | 1      | –                            |
| Portland Timbers         | 0          | 1      | –                            |
| Minnesota Kicks          | 0          | 1      | –                            |
| Fort Lauderdale Strikers | 0          | 1      | –                            |

## Mistrzowie halowego NASL

### Sezon
| Sezon   | Mistrz               | Wicemistrz        | Król strzelców                          | Trener mistrzów |
| ------- | -------------------- | ----------------- | --------------------------------------- | --------------- |
| 1971    | Dallas Tornado       | Rochester Lancers | Mike Renshaw Jim Benedek Dragan Popović | Ron Newman      |
| 1975    | San Jose Earthquakes | Tampa Bay Rowdies | Paul Child                              | Ivan Toplak     |
| 1976    | Tampa Bay Rowdies    | Rochester Lancers | Juli Veee                               | Eddie Firmani   |
| 1979    | Dallas Tornado       | Tampa Bay Rowdies | Jim Ryan                                | Al Miller       |
| 1979–80 | Tampa Bay Rowdies    | Memphis Rogues    | David Byrne                             | Gordon Jago     |
| 1980–81 | Edmonton Drillers    | Chicago Sting     | Karl-Heinz Granitza                     | Timo Liekoski   |
| 1981–82 | San Diego Sockers    | Tampa Bay Rowdies | Juli Veee                               | Ron Newman      |
| 1983    | Tampa Bay Rowdies    | Montreal Manic    | Laurie Abrahams Dale Mitchell           | Al Miller       |
| 1983–84 | San Diego Sockers    | New York Cosmos   | Steve Zungul                            | Ron Newman      |

### Osiągnięcia według klubów
| Klub                 | Zwycięstwa | Finały | Zwycięstwa w sezonach |
| -------------------- | ---------- | ------ | --------------------- |
| Tampa Bay Rowdies    | 3          | 3      | 1976, 1980, 1983      |
| Dallas Tornado       | 2          | 0      | 1971, 1979            |
| San Diego Sockers    | 2          | 0      | 1982, 1984            |
| San Jose Earthquakes | 1          | 0      | 1975                  |
| Edmonton Drillers    | 1          | 0      | 1981                  |
| Rochester Lancers    | 0          | 1      | –                     |
| Memphis Rogues       | 0          | 1      | –                     |
| Chicago Sting        | 0          | 1      | –                     |
| Montreal Manic       | 0          | 1      | –                     |
| New York Cosmos      | 0          | 1      | –                     |

## Drużyny NASL 1968–84
| Pierwszy sezon | Drużyna                | Sukcesor                                                                                                 | Ostatni sezon |
| -------------- | ---------------------- | --- | ------------- |
| 1968           | Atlanta Chiefs         | Atlanta Apollos (1973)                                                                                   | 1973          |
| 1968           | Baltimore Bays         | | 1969          |
| 1968           | Boston Beacons         | | 1968          |
| 1968           | Chicago Mustangs       | | 1968          |
| 1968           | Cleveland Stokers      | | 1968          |
| 1968           | Dallas Tornado         | | 1981          |
| 1968           | Detroit Cougars        | | 1968          |
| 1968           | Houston Stars          | | 1968          |
| 1968           | Los Angeles Wolves     | | 1968          |
| 1968           | Kansas City Spurs      | | 1970          |
| 1968           | New York Generals      | | 1968          |
| 1968           | Oakland Clippers       | | 1968          |
| 1968           | San Diego Toros        | | 1968          |
| 1968           | St. Louis Stars        | California Surf (1977/81)                                                                                | 1981          |
| 1968           | Toronto Falcons        | | 1973          |
| 1968           | Vancouver Royals       | | 1968          |
| 1968           | Washington Whips       | | 1968          |
| 1970           | Rochester Lancers      | | 1980          |
| 1970           | Washington Darts       | Miami Gatos (1972) Miami Toros (1973/76) Fort Lauderdale Strikers (1977/83) Minnesota Strikers (1983/84) | 1984          |
| 1971           | Montreal Olympique     | | 1974          |
| 1971           | New York Cosmos        | | 1984          |
| 1971           | Toronto Metros         | Toronto Metros-Croatia (1975/78) Toronto Blizzard (1978–1984)                                            | 1984          |
| 1973           | Philadelphia Atoms     | | 1976          |
| 1974           | Baltimore Comets       | San Diego Jaws (1976) Las Vegas Quicksilver (1977) San Diego Sockers (1978–1984)                         | 1984          |
| 1974           | Boston Minutemen       | | 1976          |
| 1974           | Denver Dynamos         | Minnesota Kicks (1976–1981)                                                                              | 1981          |
| 1974           | Los Angeles Aztecs     | | 1981          |
| 1974           | San Jose Earthquakes   | Golden Bay Earthquakes (1983–1984)                                                                       | 1984          |
| 1974           | Seattle Sounders       | | 1983          |
| 1974           | Vancouver Whitecaps    | | 1984          |
| 1974           | Washington Diplomats   | | 1980          |
| 1975           | Chicago Sting          | | 1984          |
| 1975           | Hartford Bicentennials | Connecticut Bicentennials (1977) Oakland Stompers (1978) Edmonton Drillers (1979–1982)                   | 1982          |
| 1975           | Portland Timbers       | | 1982          |
| 1975           | San Antonio Thunder    | Team Hawaii (1977) Tulsa Roughnecks (1978–1984)                                                          | 1984          |
| 1975           | Tampa Bay Rowdies      | | 1984          |
| 1978           | Colorado Caribous      | Atlanta Chiefs (1979–1981)                                                                               | 1981          |
| 1978           | Detroit Express        | Washington Diplomats (1980–1981)                                                                         | 1981          |
| 1978           | Houston Hurricane      | | 1980          |
| 1978           | New England Tea Men    | Jacksonville Tea Men (1981–1982)                                                                         | 1982          |
| 1978           | Memphis Rogues         | Calgary Boomers (1980–1981)                                                                              | 1981          |
| 1978           | Philadelphia Fury      | Montreal Manic (1981–1983)                                                                               | 1983          |
| 1983           | Team America           | | 1983          |

## Komisarze
- 1967: Dick Walsh (USA)
- 1967: Ken Macker (NPSL)
- 1968: Walsh and Macker (współkomisarze)
- 1969–83: Phil Woosnam
- 1983–84: Howard J. Samuels
- 1984–85: Clive Toye

## Nagrody indywidualne
| Sezon | MVP               | Odkrycie         | Trener                |
| ----- | ----------------- | ---------------- | --------------------- |
| 1968  | Janusz Kowalik    | Kaizer Motaung   | Phil Woosnam          |
| 1969  | Cirilo Fernandez  | Cirilo Fernandez | Janos Bedl            |
| 1970  | Carlos Metidieri  | Jim Leeker       | Sal DeRosa            |
| 1971  | Carlos Metidieri  | Randy Horton     | Ron Newman            |
| 1972  | Randy Horton      | Mike Winter      | Kazimierz Frankiewicz |
| 1973  | Warren Archibald  | Kyle Rote Jr.    | Al Miller             |
| 1974  | Peter Silvester   | Doug McMillan    | John Young            |
| 1975  | Steve David       | Chris Bahr       | John Sewell           |
| 1976  | Pelé              | Steve Pecher     | Eddie Firmani         |
| 1977  | Franz Beckenbauer | Jim McAlister    | Ron Newman            |
| 1978  | Mike Flanagan     | Gary Etherington | Tony Waiters          |
| 1979  | Johan Cruyff      | Larry Hulcer     | Timo Liekoski         |
| 1980  | Roger Davies      | Jeff Durgan      | Alan Hinton           |
| 1981  | Giorgio Chinaglia | Joe Morrone Jr.  | Willy Roy             |
| 1982  | Peter Ward        | Pedro DeBrito    | Johnny Giles          |
| 1983  | Roberto Cabanas   | Gregg Thompson   | Dragan Popović        |
| 1984  | Steve Zungul      | Roy Wegerle      | Ron Newman            |

## Najpopularniejsi gracze NASL
- Dick Advocaat
- Carlos Alberto
- Sam Allardyce
- Adrian Alston
- Arsène Auguste
- Gordon Banks
- Peter Beardsley
- Franz Beckenbauer
- Colin Bell
- George Best
- Roberto Bettega
- Vladislav Bogićević
- Peter Bonetti
- Ivan Buljan
- Giorgio Chinaglia
- Charlie Cooke
- Joe Corrigan
- Johan Cruijff
- Teófilo Cubillas
- Rick Davis
- Buzz Demling
- Mark Demling
- Kazimierz Deyna
- Andranik Eskandarian
- Eusébio
- Elías Figueroa
- Trevor Francis
- Archie Gemmill
- Johnny Giles
- Bruce Grobbelaar
- Mark Hateley
- Geoff Hurst
- Wim Jansen
- Konrad Kornek
- Janusz Kowalik
- Helmut Kremers
- Ruud Krol
- Peter Lorimer
- Bobby Moore
- Gerd Müller
- Johan Neeskens
- Jimmy Nicholl
- Peter Nogly
- Björn Nordqvist
- Peter Osgood
- Yasin Özdenak
- Pelé
- Harry Redknapp
- Rob Rensenbrink
- Wim Rijsbergen
- Bruce Rioch
- Julio César Romero
- Hugo Sánchez
- Graeme Souness
- Mordechaj Spiegler
- Arno Steffenhagen
- Alex Stepney
- Nobby Stiles
- Wim Suurbier
- Stanisław Terlecki
- Klaus Toppmöller
- Jan van Beveren
- François Van der Elst
- Roy Wegerle
- Peter Withe
- Slaviša Žungul
- Władysław Żmuda